# Frösunda, Solna kommun

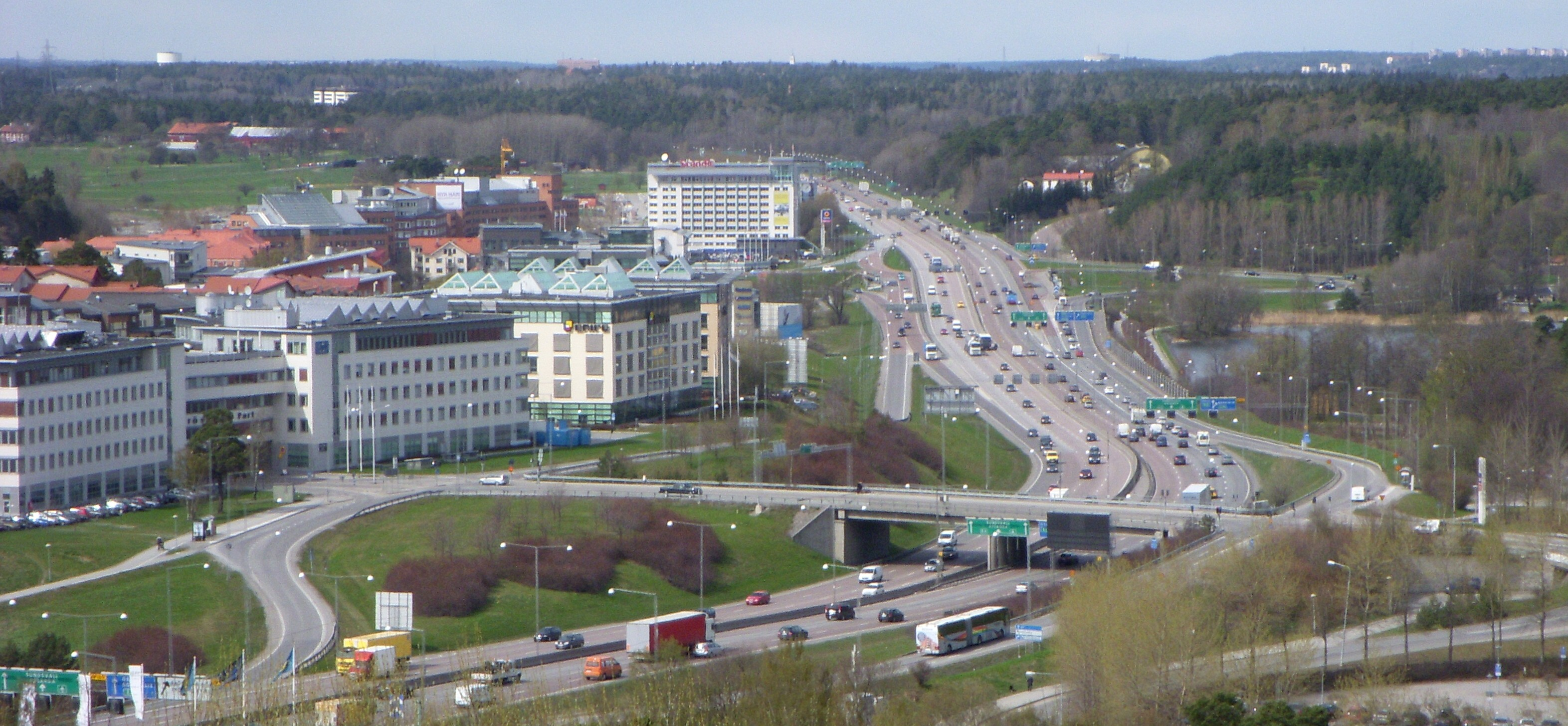
Uppsalavägen (E4) norrut med Frösundas nya kontorsområde till vänster, Frösunda trafikplats nära fotografen och Trafikplats Järva krog längre bort. Vy från Frösundatoppen, 2010.

Frösunda är ett område inom stadsdelen Järva, Solna kommun. Innan området började bebyggas på 1990-talet präglades Frösunda av militär verksamhet: Signalregementet (S 1) (Lilla Frösunda) och Svea ingenjörregemente, (Ing 1) vid Frösundavik. Området kallades mot slutet av den militära tiden för Frösunda-detachementet och användes bland annat som förläggning för de förband som utförde högvaktstjänstgöring.
2000 år tillbaka i tiden låg Brunnsvikens strandlinje cirka tio meter högre än idag och viken Fröfjärden, band ihop Saltsjön med Mälaren vid nuvarande Ulvsundasjön. Dagens Järva krog/Ritorp låg under vatten, medan de högre liggande byarna Överjärva och Nederjärva befolkades tidigare. Gravfält vid gården Stora Frösunda härstammar från 400-talet f.Kr. Flera andra gravar i trakten är från vikingatiden (800-1050-talet e.Kr).

## Geografisk avgränsning och definition
Frösunda avgränsas av E4:an i öster, Ritorp i norr, järnvägen i väster samt Haga norra i söder. I Solna kommuns översiktsplan (2006) beskrivs Frösunda som "blandad stadsbebyggelse" vilket innebär att där bland annat finns bostäder, arbetsplatser, service, handel, parker, bostadsanknuten grönska. Innan 2015 byggdes en liten stadsdelspark mellan Frösunda och Ritorp.

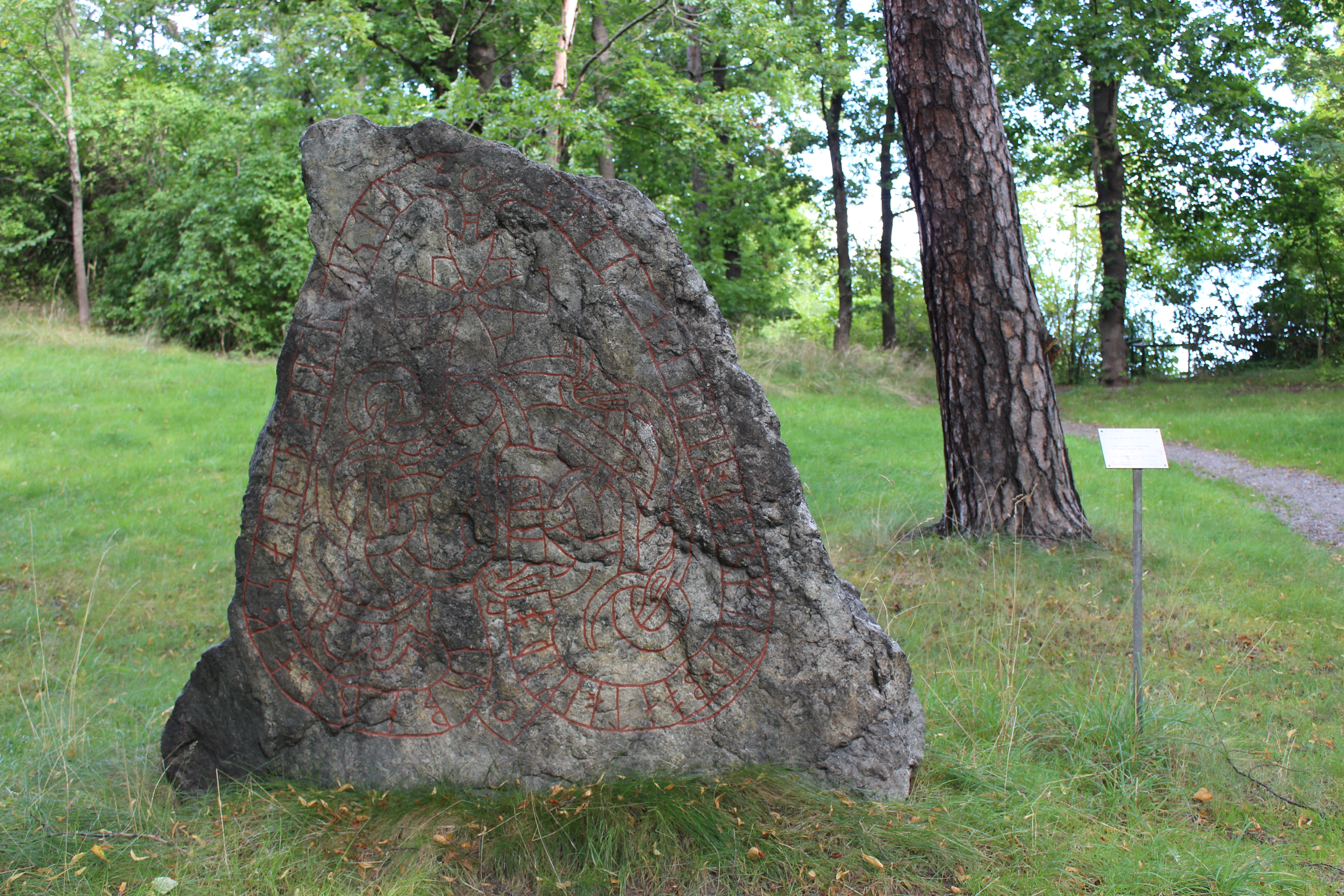
Runsten från 1000-talet vid Stora Frösunda. Innan stenen 1902 fick sin nuvarande plats stod den i ett gravfält väster om gården

Stadsdelen består av tre delar. Ballongberget och den del som börjar vid Kolonnvägen och sträcker sig längs Gustav III:s Boulevard till fältet söder om Ritorp. Den senare delen är byggd av NCC och kallas Frösunda. Den norra delen sträcker sig från fältets början till Ritorp respektive förbi Ritorps ishall tillbaka till Kolonnvägen. Området bebyggs av JM och kallas Frösunda park.

## Områdets karaktär
I Frösunda delar bostadshus och kontorsbyggnader på utrymmet mellan järnväg och motorväg. De kommersiella fastigheter som har byggts längs med E4:an avser att bullerskydda de bakomliggande bostadshusen. Området har byggts ut från slutet av 1990-talet av NCC och JM och utbyggnaden fortsätter fram till 2010-talet. De bostäder som byggs är i princip uteslutande bostadsrätter, men det finns även ett äldreboende med 44 lägenheter och 94 studentlägenheter. NCC har byggt 1 650 lägenheter och JM bygger fram till 2010-2011 ytterligare cirka 750 bostadsrättslägenheter, liksom ett antal kommersiella fastigheter, däribland JM:s nya huvudkontor. Frösundas totala kontorsyta är omkring 150 000 m². Den totala inflyttningstakten i stadsdelen var omkring 220 lägenheter per år under perioden 1999 och 2010, vilket ökade områdets befolkning med över 400 personer per år.

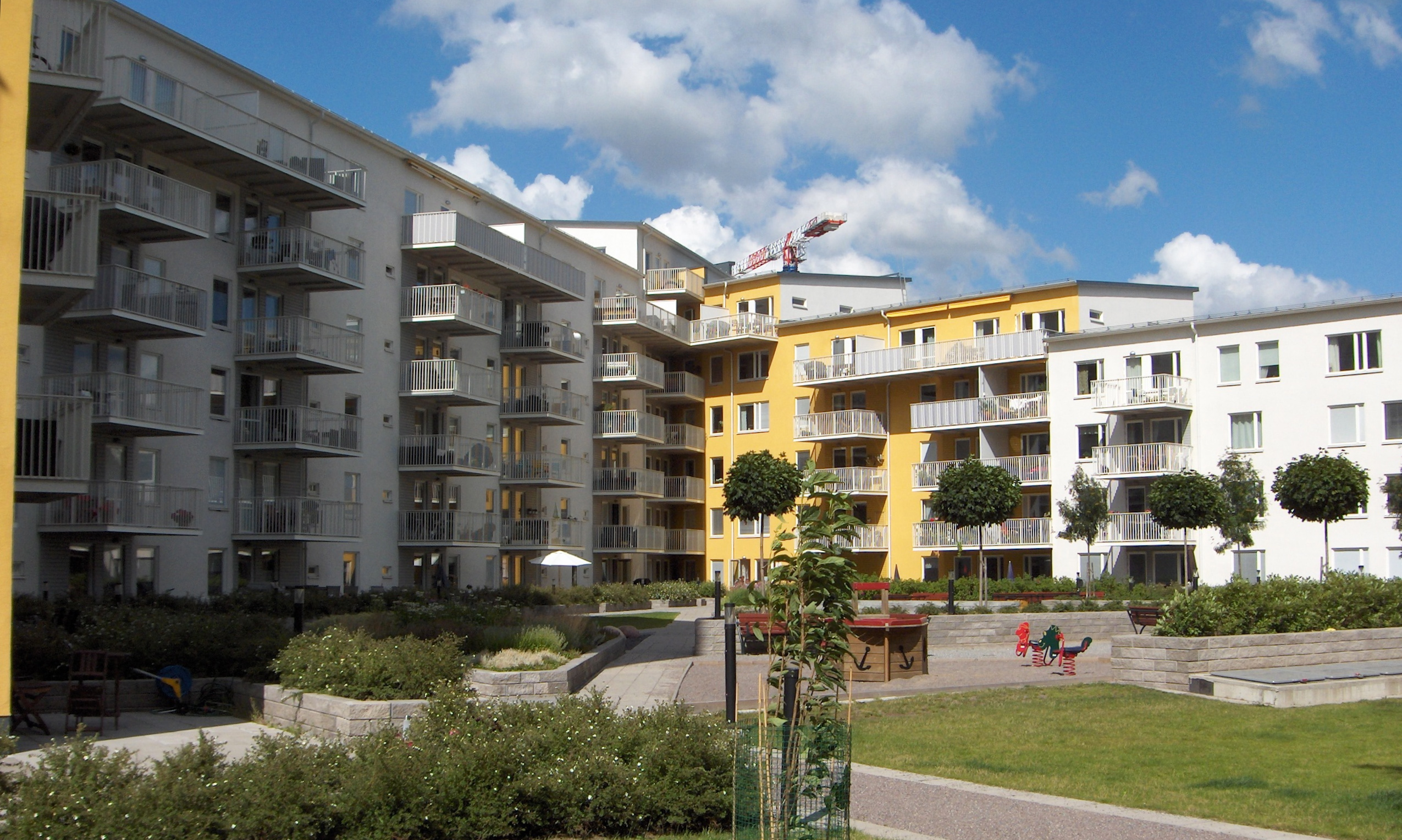
Bostadshus på Gustav III:s boulevard, juli 2011.

När området står färdigt kommer drygt 10 000 människor att bo och arbeta i Frösunda. Några byggnader från den militära tiden har bevarats. Det gamla kanslihuset hyser numera fredsforskningsinstitutet SIPRI, en logementsbyggnad används som förskola och den militära utbildningsbyggnaden används numera efter en tillbyggnad som skola. I administrativt avseende hör Frösunda till området "Järva", enligt Solna kommuns indelning.
Många stora företag har etablerat sig i Frösunda. Bland de företag som har sina svenska eller nordiska huvudkontor i Frösunda kan nämnas Canon, Eniro, JM, Hewlett Packard, Agresso, Gartner, Eli Lilly, Bisnode, Bayer och Billerud. Alla företagen har sina kontor på Gustav III:s Boulevard åt E4:an vilket, förutom bullerskydd för de boende, även ger företagen utmärkta skyltlägen.  Namngivningen av Gustav III:s boulevard debatterades i Solnas lokalpolitik och frågan togs även upp i insändare i lokaltidningen. Kritiker invände mot att lydelsen boulevard klingade franskt och att "gata", "väg" eller "allé" ansågs lämpligare.[källa behövs] Boulevarden kantas av hus med kaféer, restauranger, affärer och servicebutiker. I området finns de två friskolorna Alfaskolan och Vittra Frösunda samt tre fristående förskolor. Hösten 2007 invigdes en kommunal förskola, Kullen. Två gångtunnlar under E4:an samt en bro över motorvägen förbinder området Frösundavik med Hagaparken och Brunnsviken.
Genom området gick tidigare en kraftledning på 220kV mellan Råsta och Värtan. Det var en del av den "elektriska ringled" som går runt Stockholm vilken har dragits om i tunnel genom Solna. I en första etapp färdigställdes Bergshamratunneln om 1700 meter. I den andra fasen byggdes Frösundatunneln som invigdes sommaren 2006. Byggare av tunnlarna är Stockholm energi och energiföretaget Fortum.

## Områdets arkitektur

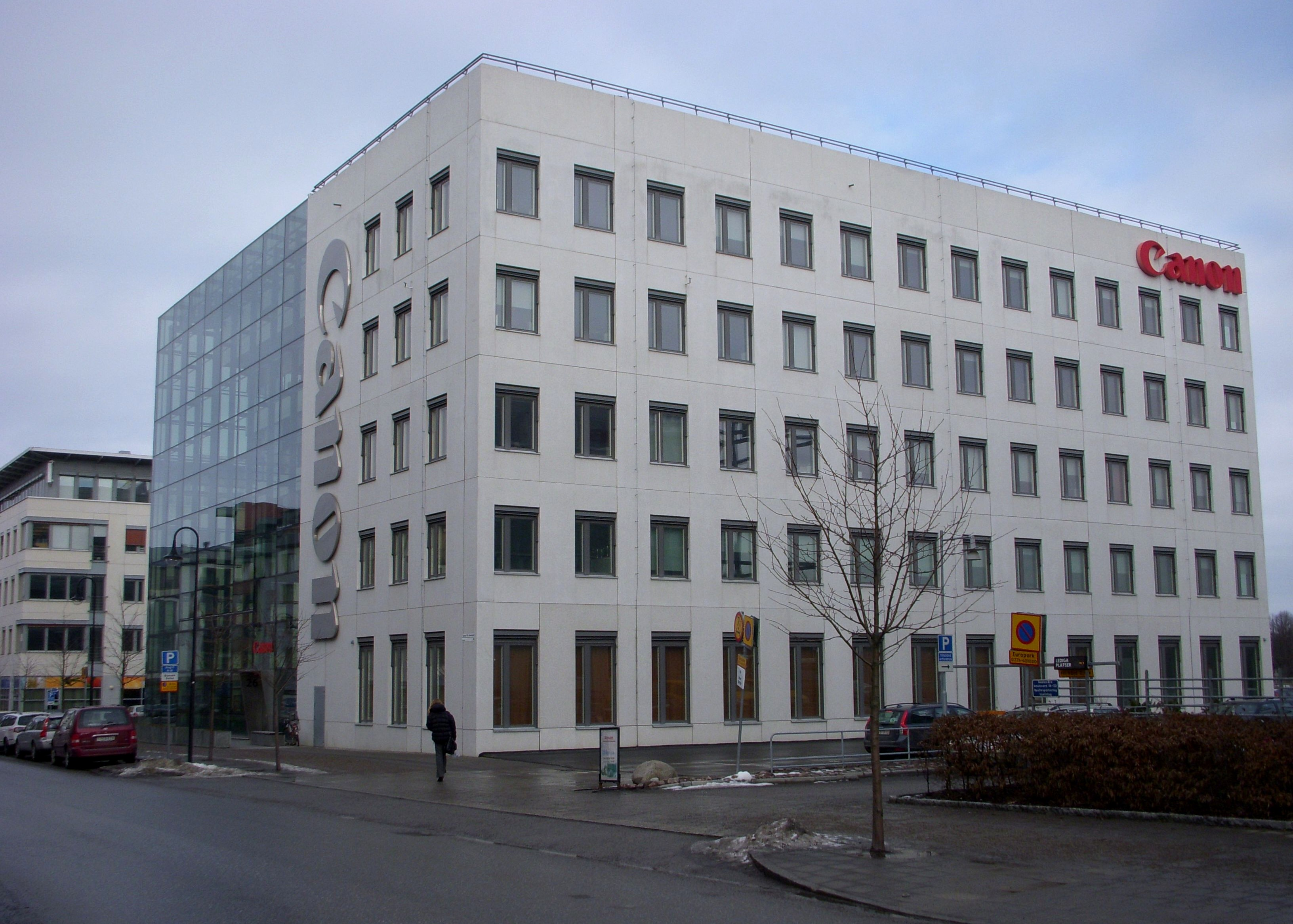
Canonhuset vid Gustav III:s Boulevard.

Frösundas bebyggelse varierar stilmässigt. Bostads- som kontorshusen i området har ritats av flera olika arkitektkontor. 
Samhällsservicen är småskalig. Flera fastigheter har nominerats till Solna stads stadsmiljöpris: 
- 2000 nominerades JM:s huvudkontor i kvarteret Hilton
- 2001 nominderades bostadshuset Befästningskullen
- 2003 nominerades kontorshuset kvarteret Hilton
- 2005 nominerades bostadshuset Lovisedal 1.

1999 vann renoveringen av Stora Frösunda Gård stadsmiljöpriset. En särskild dag för kommundelen arrangerades 2002-2015, Frösundadagen av Vi i Frösunda, en intresseförening som främst bestod av företrädare för bostadsrättsföreningarna i stadsdelen.

### Canonhuset i Frösunda
År 2001 flyttade Canon från Sätra till en nybyggd kontorsfastighet i Frösunda. Huset passade Canon i storlek och läge, men inte i karaktär eller disposition vilket ledde till att Canon kallade in Tengboms arkitektkontor för att anpassa fastigheten på samma sätt som man gjort med kontoret i Sätra. 2013 flyttade man till nytt hus i området, Telegrafgatan 4. Idag äger Stoneridge det gamla Canonhuset.

## Kommunikationer
Frösunda har kommunikationer genom pendeltåg (Solna station) samt ett tiotal busslinjer inklusive Arlandabussarna. Det omedelbara läget vid E4 och E18 gör att restiden med bil till Arlanda flygplats är cirka 20 minuter medan det tar 8–10 minuter till Bromma flygplats och 6–8 minuter till Stockholms centralstation.
2012 blev den norra ingången till Solna station, strax intill Mall of scandinavia och Arenastaden färdigställt, som gjorde det enklare för frösundaborna att ta sig till Solna station.
2028 planeras en ny avgrening av tunnelbanan bli klar och ha sin ändhållplats i Arenastaden, men kommer även stanna i Södra Hagalund, Nya Karolinska och Odenplan, för att sedan ansluta sig till den gröna linjen.

## Frösundagårdarna och gatorna i Frösunda
Lilla Frösunda respektive Stora Frösunda gård är historiska inslag i stadsbilden. Stora Frösunda gård används av SAS Institute och Lilla Frösunda består av en uthyrningslokal samt tre privatbostäder.
Frösundas olika gatunamn har historisk bakgrund;
- Gustav III:s Boulevard - kungen bodde aldrig i Frösunda. Kopplingen till kung Gustav III är Hagaparken strax intill.
- Signalistgatan och Ballonggatan[3] - anspelande på det tidigare signalregementet.
- Signe Tillischgatan och Pomonagatan - åsyftande äppelsorterna Signe Tillisch respektive Cox's Pomona, dels äpplen i allmänhet. Vid fastigheten Lilla Frösunda finns en äppellund.
- Anders Lundströms Gata - efter trädgårdsmannen Anders Lundström som en gång ägde Lilla Frösunda.
- Telegrafgatan och Brevduvegatan - för att ära det tidigare signalregementet och anspelande på de kullar i Frösunda som signalregementet hade sina aktiviteter på, alltså Telegrafkullen respektive Brevduvekullen.
- Frögatan - Frö är fruktbarhetsguden
- Sofia Magdalenas Plats - uppkallad efter drottning Sofia Magdalena, Gustav III:s gemål.

## Partisympatier i Frösunda
Vid allmänna val är Frösunda indelat i tre valdistrikt: Frösunda N, Frösunda Centrum och Frösunda S. Distrikten hör till kommunvalkrets Solna Norra. Tabellen nedan visar valresultat vid val till riksdagen 2018.  Den nedersta raden visar resultatet om hela Frösunda varit ett valdistrikt.
| Valdistrikt      | M    | C    | L    | KD  | S    | V    | MP  | SD   | FI  | ÖVR | Antal röstberättigade | VDT  |
| Frösunda N       | 34,2 | 11,7 | 10,8 | 8,2 | 17,6 | 4,1  | 3,7 | 8,9  | 0,3 | 0,5 | 1753                  | 85,5 |
| Frösunda Centrum | 32,8 | 10,3 | 11,1 | 9,3 | 17,4 | 2,8  | 4,8 | 10,5 | 0,3 | 0,8 | 1791                  | 88,8 |
| Frösunda S       | 21,6 | 8,2  | 7,6  | 5,7 | 24,8 | 13,7 | 4,9 | 12,0 | 0,4 | 1,1 | 1286                  | 79,9 |
| Hela Frösunda    | 46,3 | 6,2  | 11,2 | 7,2 | 14,2 | 4,1  | 7,3 | 2,3  |     | 1,2 | 4830                  | 85,2 |